# サクライソウ
サクライソウ（桜井草、学名：Petrosavia sakuraii (Makino) J.J.Sm. ex Steenis）は、サクライソウ科サクライソウ属に分類される多年草の腐生植物の1種。和名は1903年に岐阜県の恵那山麓で桜井半三郎により発見されたことに由来する。種小名（sakuraii）も桜井半三郎の名前に由来する。岐阜県出身の植物学者三好学を記念して、Miyoshia sakuraii Makinoの学名が発表された。のちにマレー半島などに産するProtolirion属のものであると分かり、P. miyoshia-sakuraii Makinoと改められたが、この種小名が命名規約に合わないので現在の学名となった。

## 特徴
根茎は地中で無毛薄膜質の鱗片があり、ひげ根を出す。高さ7 - 20 cm。茎は束生し、薄黄色で細く硬く、下部に多数の鱗片葉が互生する。鱗片葉は広卵形、膜質、長さ2 - 5 mm。

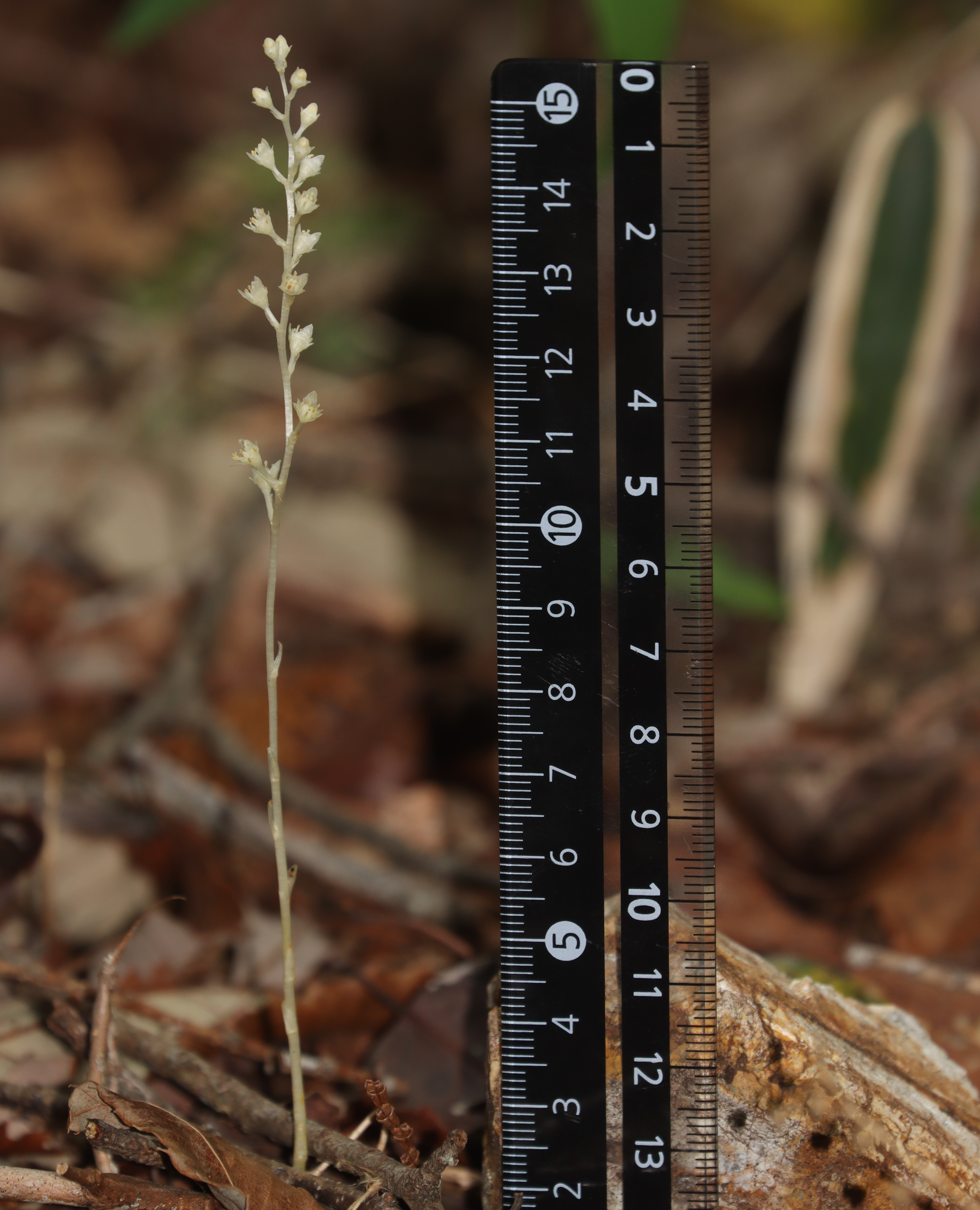
茎は薄黄色で細く硬い
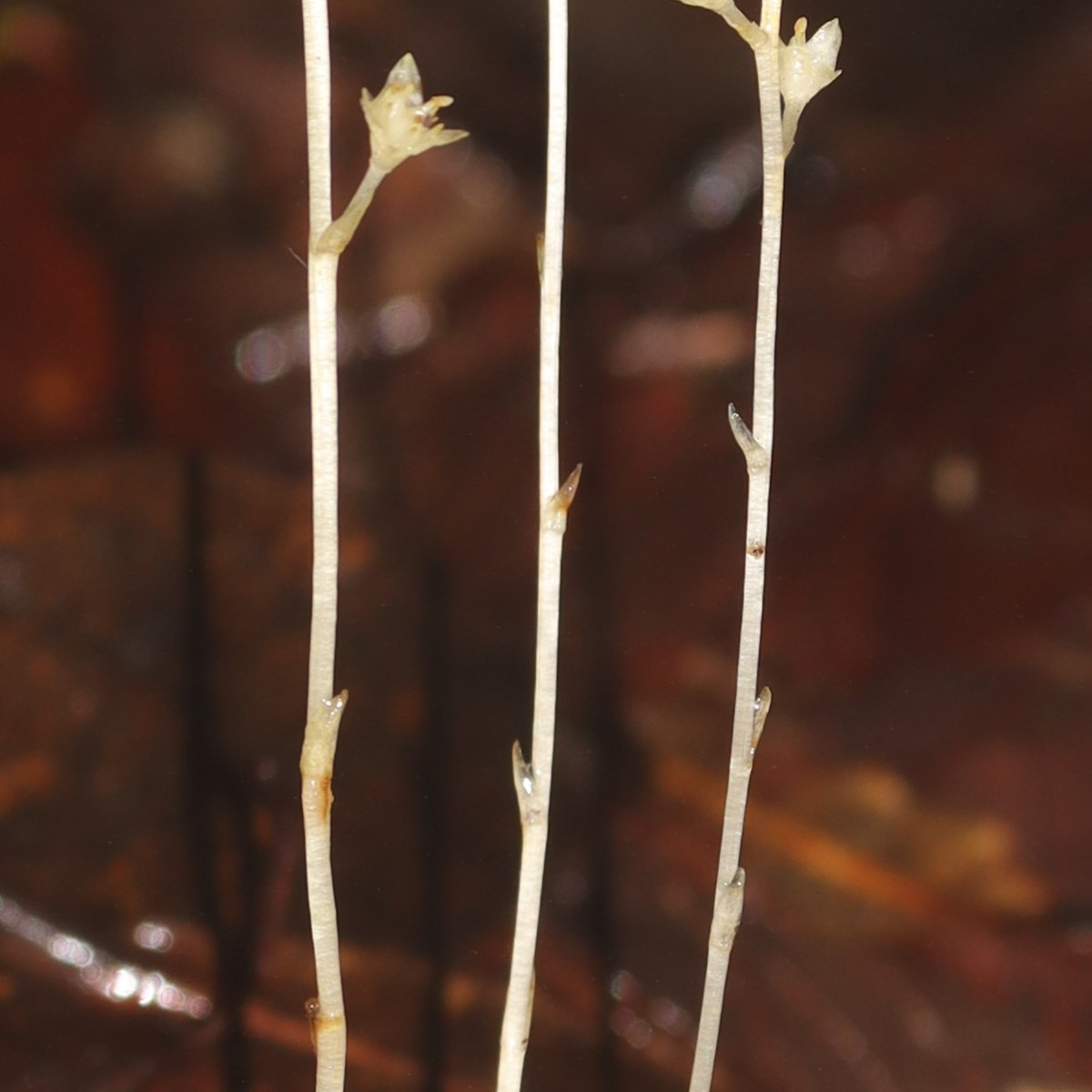
茎の下部に多数の広卵形の鱗片葉が互生する

茎頂に総状花序に直径3.5 - 4 mmの花を上向きにつける。花ごとに短い花柄がある。花被片は6個あり斜めに開き、卵状3角形で、基部で漏斗状に合着する。内片は約1.5 mm、外片はその半分。雄蕊6個は内片よりやや短く、葯は卵形。雌蕊の花柱は3裂する。花期は7月頃。

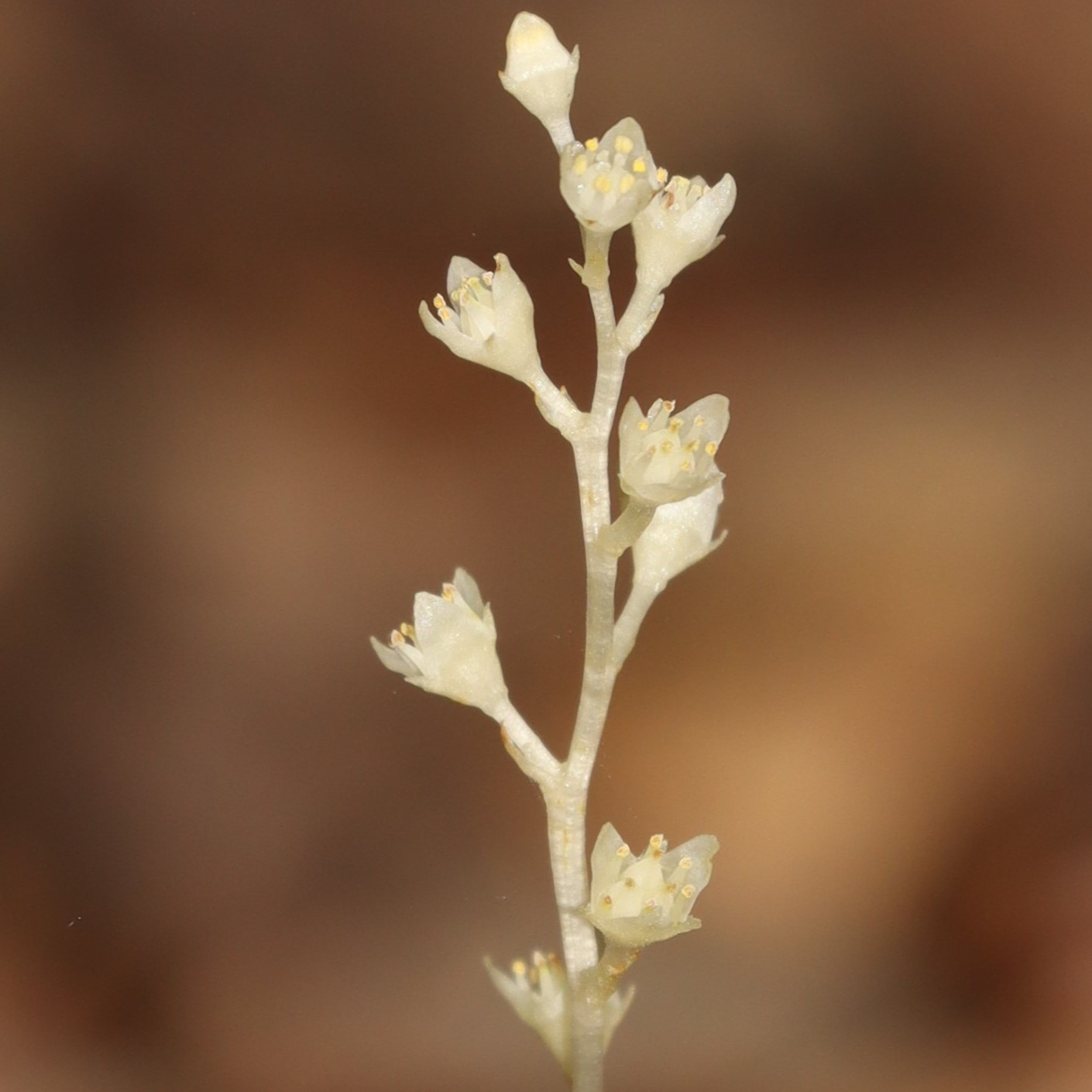
茎頂に総状花序に花をつけ、雄蕊6個、雌蕊の花柱は3裂する

蒴果は長さ3 mm、上向軸面で裂開し、種子は楕円形で長さ0.5 mm、縦条がある。染色体数は2n=60の四倍体で、問期染色体は球形前染色体型、分裂前期染色体は基部型。

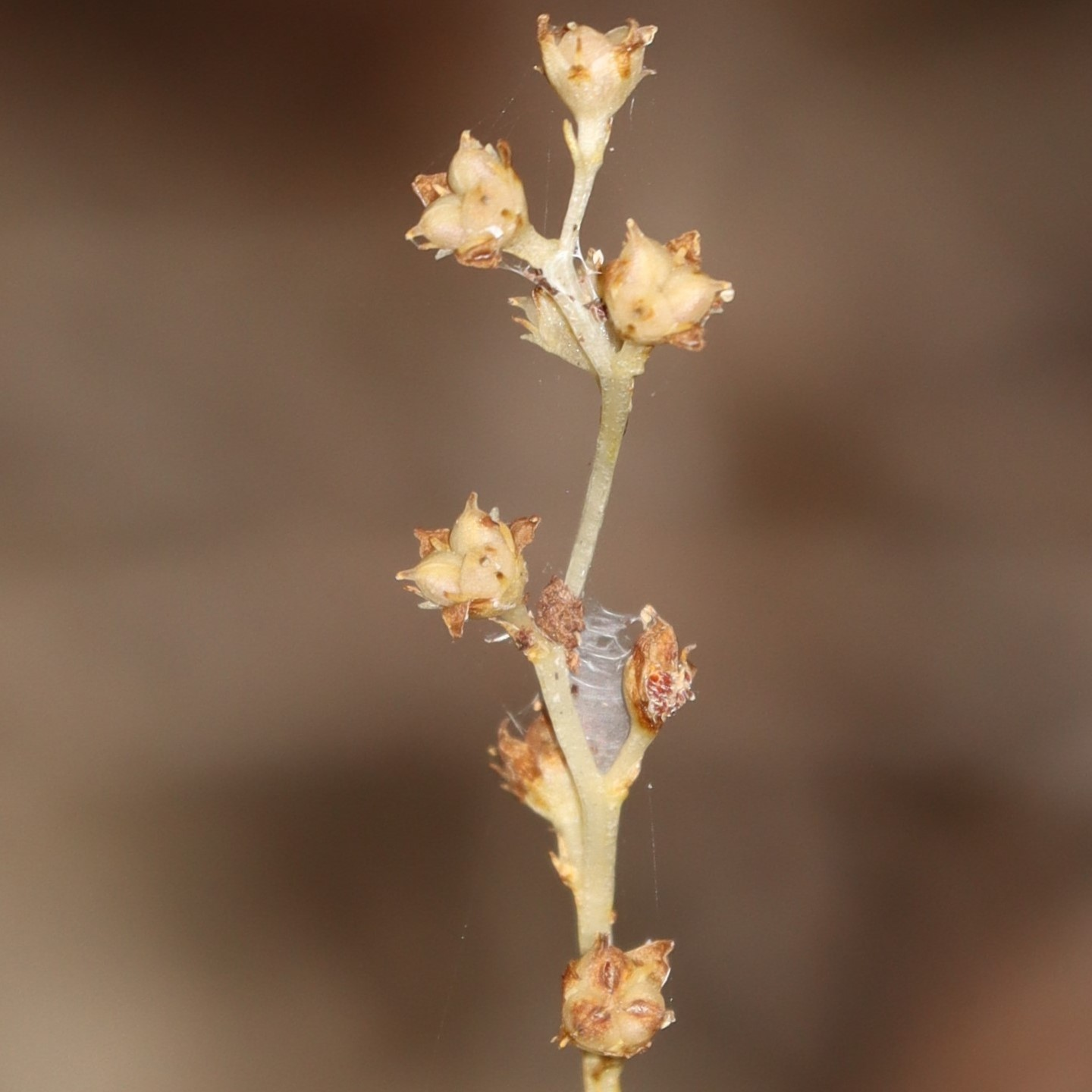
果実は蒴果で、上向軸面で裂開する

## 分布・生育環境

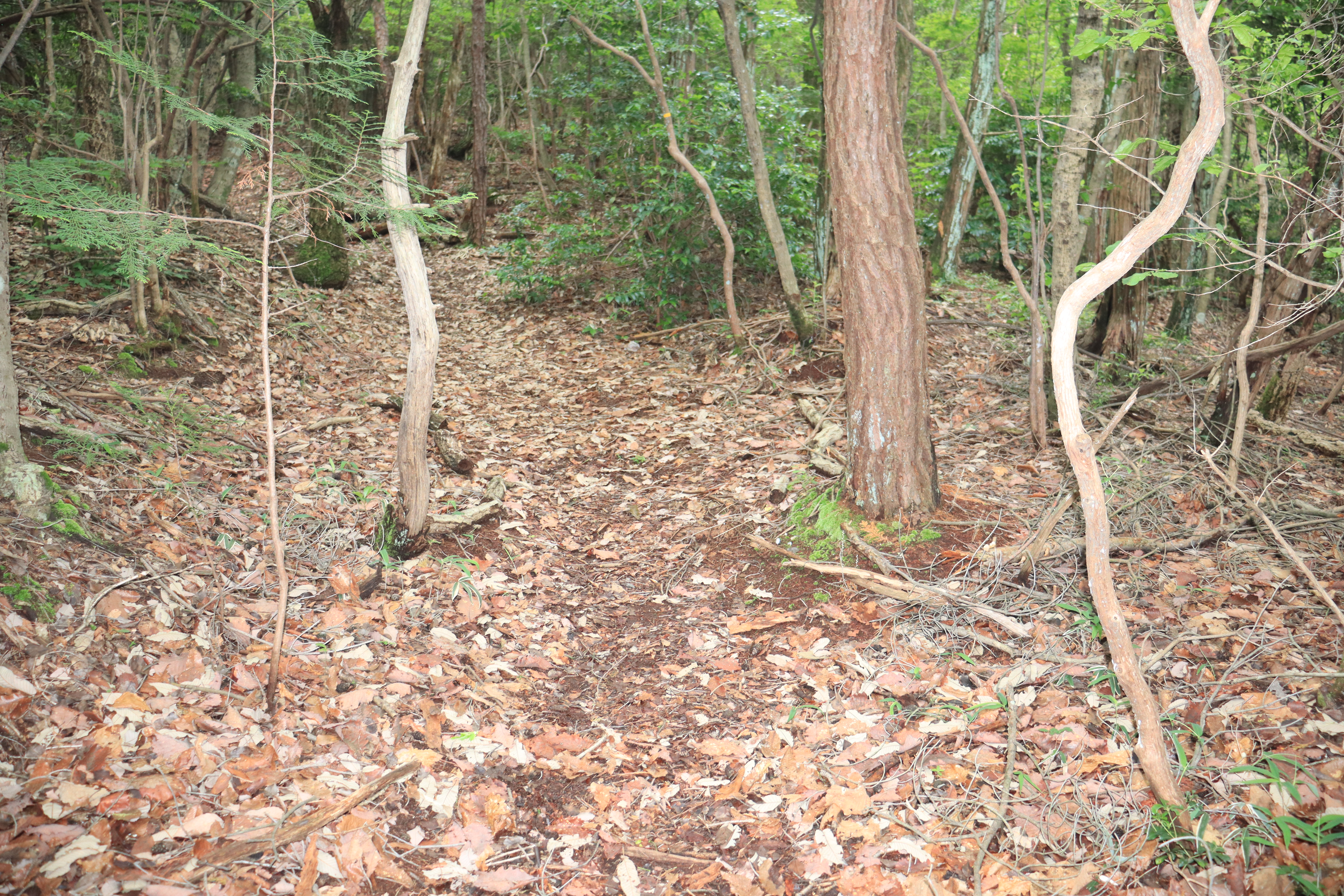
サクライソウが生育する山地の林

日本、台湾にごく稀に分布する。日本では本州（福井県、石川県、岐阜県、京都府）に分布する。第2の産地が大正3年に発見された岐阜県可児市久々利の浅間山で、次に京都府で見いだされ、その後福井県と石川県で発見された。最初に発見された恵那山麓福岡では絶滅したと見られている。九州（奄美大島）に分布するとされていたものは、2021年に新種のアマミサクライソウ（奄美桜井草、学名：Petrosavia amamiensis Hir. Takah., T. Yukawa & Maki）と命名された。
山地の林下に生育する。

## 種の保全状況評価

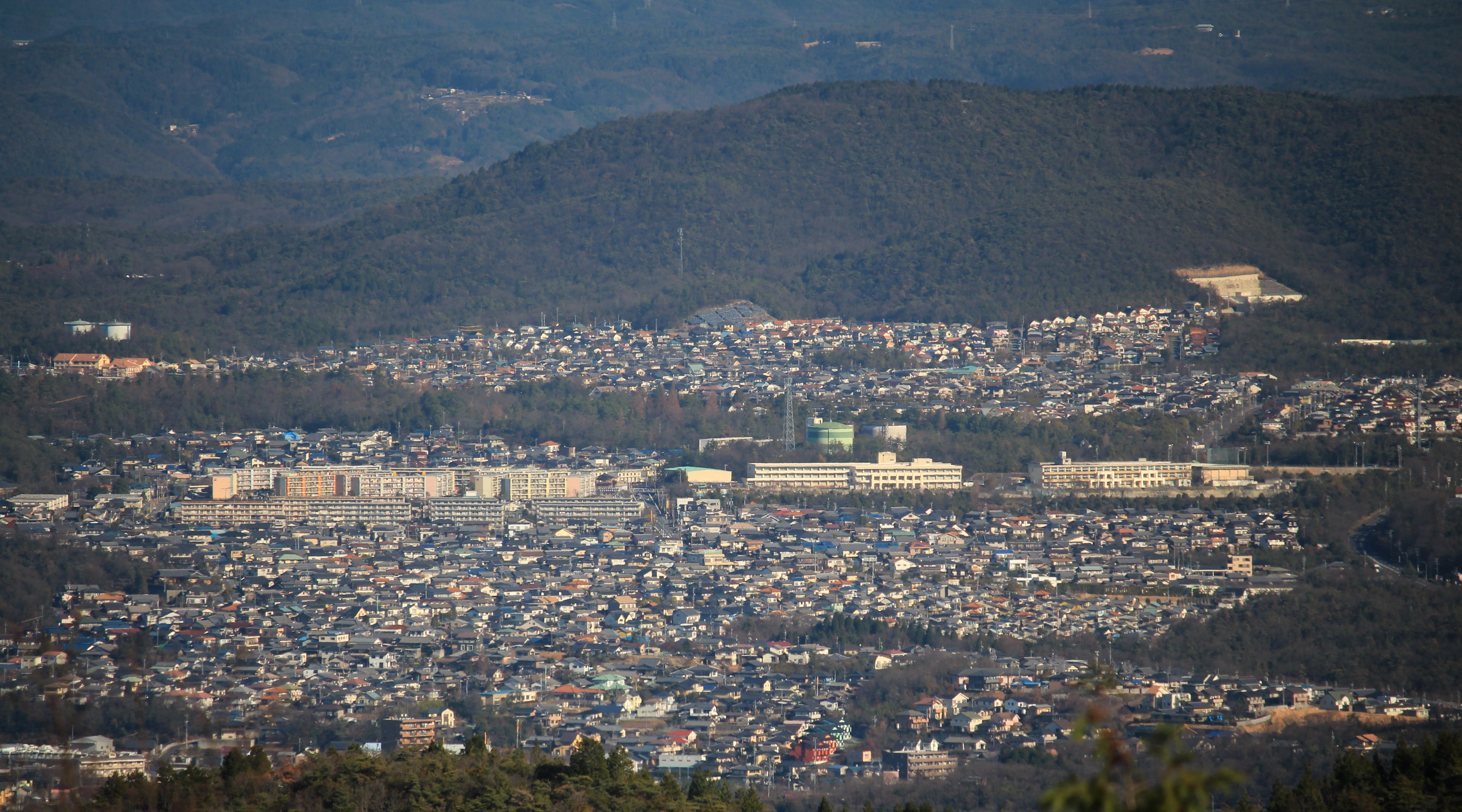
国指定天然記念物『久々利のサクライソウ自生地』がある浅間山

日本では環境省によるレッドリストで絶滅危惧IB類（EN）の指定を受けていて、以下の都道府県のレッドリストで指定を受けている。1978年（昭和53年）8月15日に、『久々利のサクライソウ自生地』が、珍奇又は絶滅に瀕した植物の自生地として国指定天然記念物の指定を受けている。岐阜県多治見市では『高社のサクライソウ自生地』が、1996年（平成8年）1月25日に市指定の天然記念物の指定を受けている。
絶滅危惧IB類 (EN)（環境省レッドリスト）
- 絶滅危惧IA類 - 石川県[14]、長野県[15]、愛知県[16]
- 絶滅寸前種 - 京都府[17]
- 県域絶滅危惧I類 - 福井県[18]
- 絶滅危惧I類 - 鹿児島県[19]